# Los chicos crecen (película de 1976)
 Los chicos crecen es una película de Argentina filmada en Eastmancolor dirigida por Enrique Carreras según el guion de Alfredo Ruanova y Gius sobre la obra teatral homónima de Camilo Darthés y Carlos S. Damel que se estrenó el 13 de mayo de 1976 y que tuvo como protagonistas a Luis Sandrini, Susana Campos, Olga Zubarry y Eduardo Rudy.
El estreno de este filme, producido en 1974, se demoró porque inicialmente el Ente de Calificación lo calificó en forma absurda como prohibido para menores de 14 años y luego revió esa calificación.

## Sinopsis
Un hombre utiliza a un amigo para hacerlo pasar por el padre de tres hijos que tuvo con su amante.

## Reparto
Participaron en la película los siguientes intérpretes:
- Luis Sandrini …Antonio Cazenave
- Susana Campos …Cristina
- Olga Zubarry …Susana Zapiola
- Eduardo Rudy …Enrique Zapiola
- Marcelo Marcote …Carlitos, "Taruguito"
- Olinda Bozán …Sebastiana
- Marcelo José …Eduardito
- Gabriela Toscano …Alejandra
- María Esther Gamas …Elvira
- Beba Bidart
- Guido Gorgatti …Cirilo
- Rodolfo Machado…Francisco Fiorentino
- Rodolfo Onetto …Corradi
- Carlos Galván …Aníbal Troilo
- Julián Miró …Carlos Gardel
- Mister Chasman y su muñeco Ulises (Chirolita)
- Panchito Nolé
- Virginia Luque …Cancionista
- Nélida y Nelson
- Adriana Aguirre
- Enzo Bai
- Victoria Carreras …Público en kermese
- Marisa Carreras …Público en kermese
- Jorge Teicher

## Comentarios
La Nación opinó:

”Enrique Carreras ha elaborado un film que se inscribe con facilidad en su habitual estilo sentimentalista y popular, que entronca en el pasado con la línea de Manuel Romero.”

La Razón opinó:

”Ternura, comicidad, todo envuelto en una pátina de nostalgia, son las notas dominantes de esta producción.”

Manrupe y Portela escriben:

”Innecesaria y anticuada remake all-star.”